# Grups Compactes de Hickson

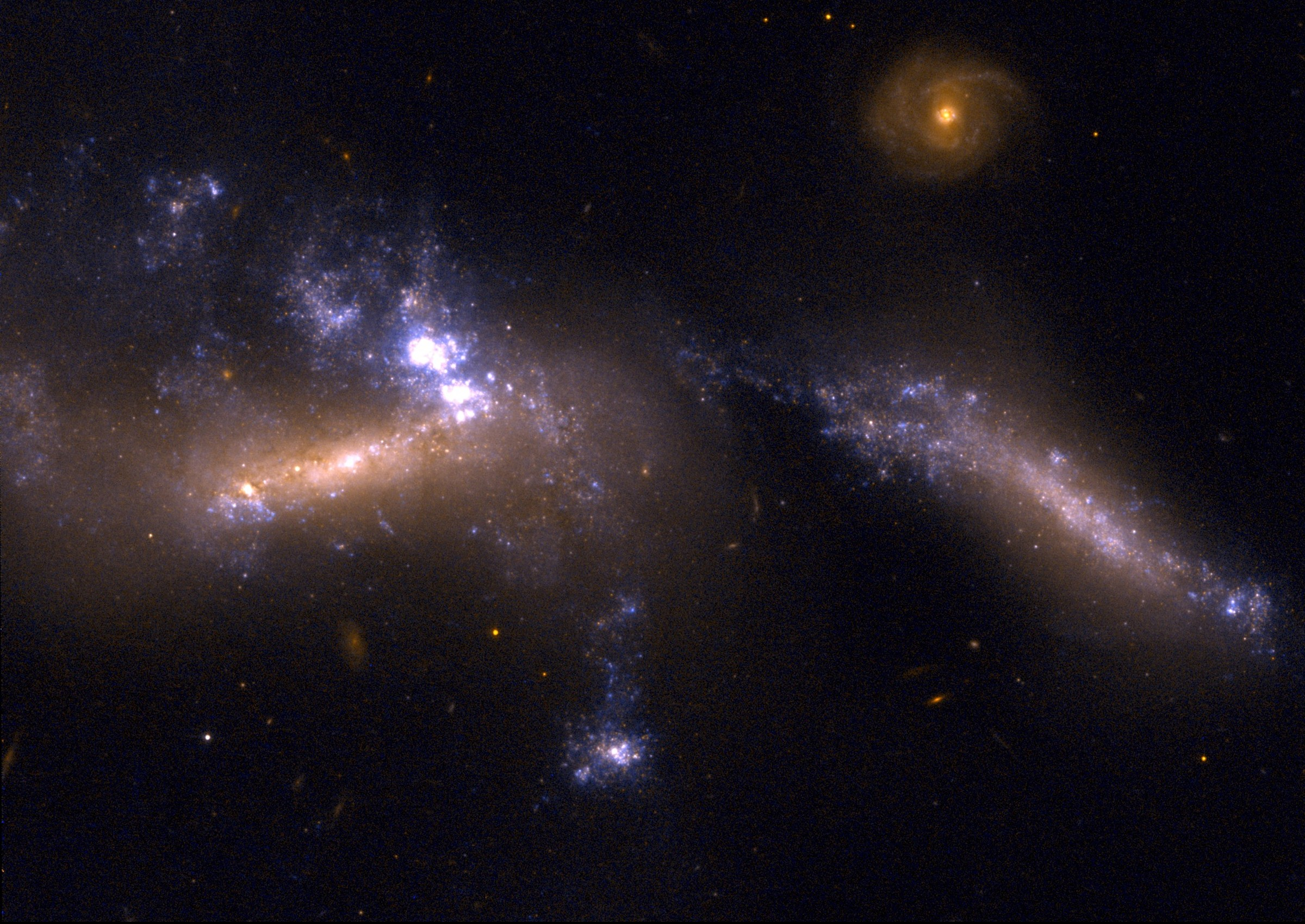
HCG 31 del Telescopi Espacial Hubble; 1.42′×1′

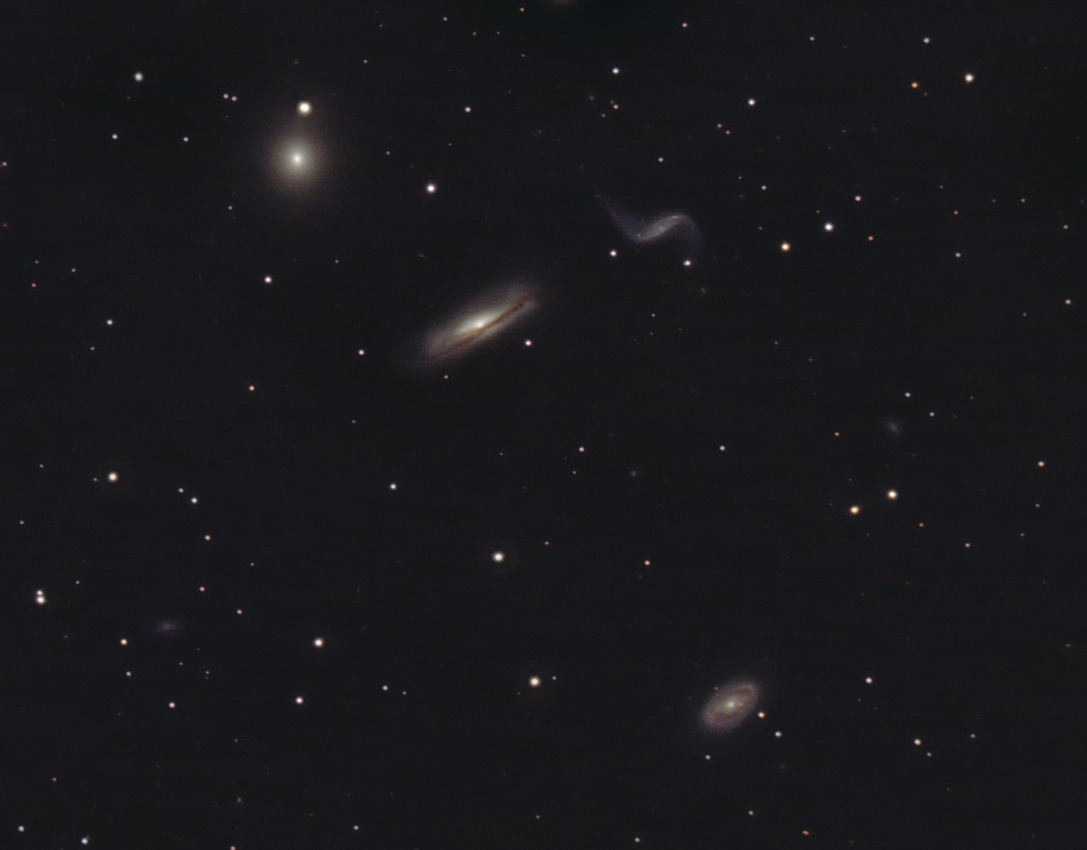
Els quatre membres de HCG 44 per Hunter Wilson

Els Grups Compactes de Hickson (Hickson Compact Group, abreujat: HCG) és un catàleg de galàxies designades tal com es va publicar per Paul Hickson l'any 1982.
El grup més famós del catàleg de 100 objectes de Hickson és HGC 92, el Quintet d'Stephan.
Segons Hickson: "La majoria de grups compactes contenen un alt percentatge de les galàxies que tenen particularitats morfològiques o cinemàtiques, activitat d'emissió d'infrarojos i de ràdio nuclears, i starburst o nuclis actius de galàxies (AGN). Que contenen grans quantitats de gas difós i són dinàmicament dominades per la matèria fosca. El més probable és que s'hagin format com a subsistemes dins associacions més lliures i hagin evolucionat degut a processos gravitacionals. Apareixen fortes interaccions entre les galàxies i la fusió s'espera que porti a la desaparició final del grup. Els grups compactes sorprenentment són nombrosos, i poden tenir un paper significant en l'evolució de les galàxies."

## Vegeu
- Catàleg Abell
- Catàleg de Galàxies i Cúmuls de Galàxies